# Josef Bekel
Josef Bekel, též Bekl, Beckel (10. června 1806, Skalice u České Lípy – 30. června 1865, Skalice u České Lípy), byl litograf, miniaturista, malíř a fotograf.

## Život
V letech 1821–1825 studoval malířství, kresbu a grafiku na Akademii výtvarných umění v Praze a poté dva roky na Akademii výtvarných umění (Akademie der bildenden Künste) ve Vídni u profesorů Antona Pettera a Johanna Petera Kraffta. Ve Vídni se stal velmi populárním malířem portrétů a získal množství zakázek. Stal se přítelem známého vídeňského portrétisty a litografa Josefa Kriehubera a do roku 1832 s ním spolupracoval v jeho dílně.
Ve čtyřicátých letech začal v Praze podle vlastních návrhů vydávat litografie slavných českých osobností (Josef Kajetán Tyl, František Ladislav Rieger, Ferdinand Břetislav Mikovec, Josef Max a další). Patří k průkopníkům fotografie v Čechách. Když polevil zájem o portrétní miniatury, začal v letech 1851–54 kolorovat fotografie a 30. července 1857 založil spolu s Wilhelmem Ruppem v Praze na Novém Městě na Františkově nábřeží (dnešní Smetanovo) v domě čp. 334/II fotografický ateliér. Byli uváděni jako firma "Rupp W. & Bekl Photographie" a jako jedni z prvních zavedli fotografické vizitky. Po roce 1959 Bekel odešel z Prahy do rodné Skalice u Nového Boru, kde působil jako malíř a fotograf, ale postupně upadl v zapomnění.

## Dílo
Proslavil se již ve 30. letech ve Vídni jako malíř akvarelových portrétů císařské rodiny a aristokracie (celkem 110 do roku 1832), odkud jezdil portrétovat také do Uher. V Čechách jezdil za klienty do Karlových Varů a pracoval také pro šlechtické rody Kinských a Waldsteinů. Jeho podobizny vykazují vyrovnanou kvalitu a věrohodné podání fyziognomie. Jsou zastoupeny v mnoha zámeckých i muzejních sbírkách.
V letech 1855–56 vytvořil soubor vynikajících fotografických portrétů na slaném papíře z prostředí pražských měšťanských vrstev, část z nich je ve sbírce Muzea hl. m. Prahy, další v Národním muzeu. Podle Pavla Scheuflera znal osobně Boženu Němcovou, která se o něm a o jeho bratrovi zmiňovala v korespondenci. Hypoteticky mohl být autorem známé daguerrotypie Boženy Němcové v šálu, připisované Janu Malochovi.

## Galerie

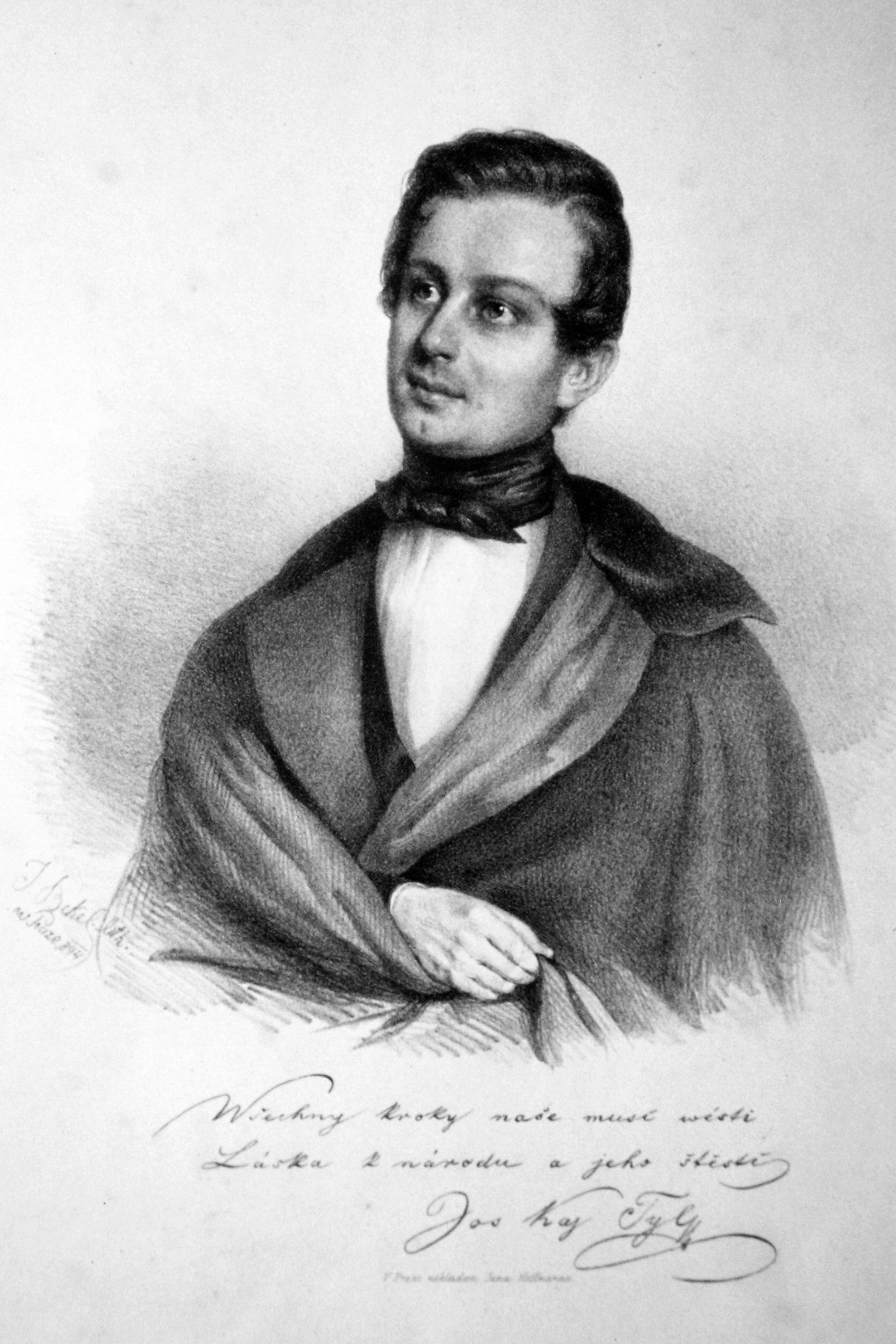
Josef Kajetan Tyl, Litografie od Josefa Bekela (1844)
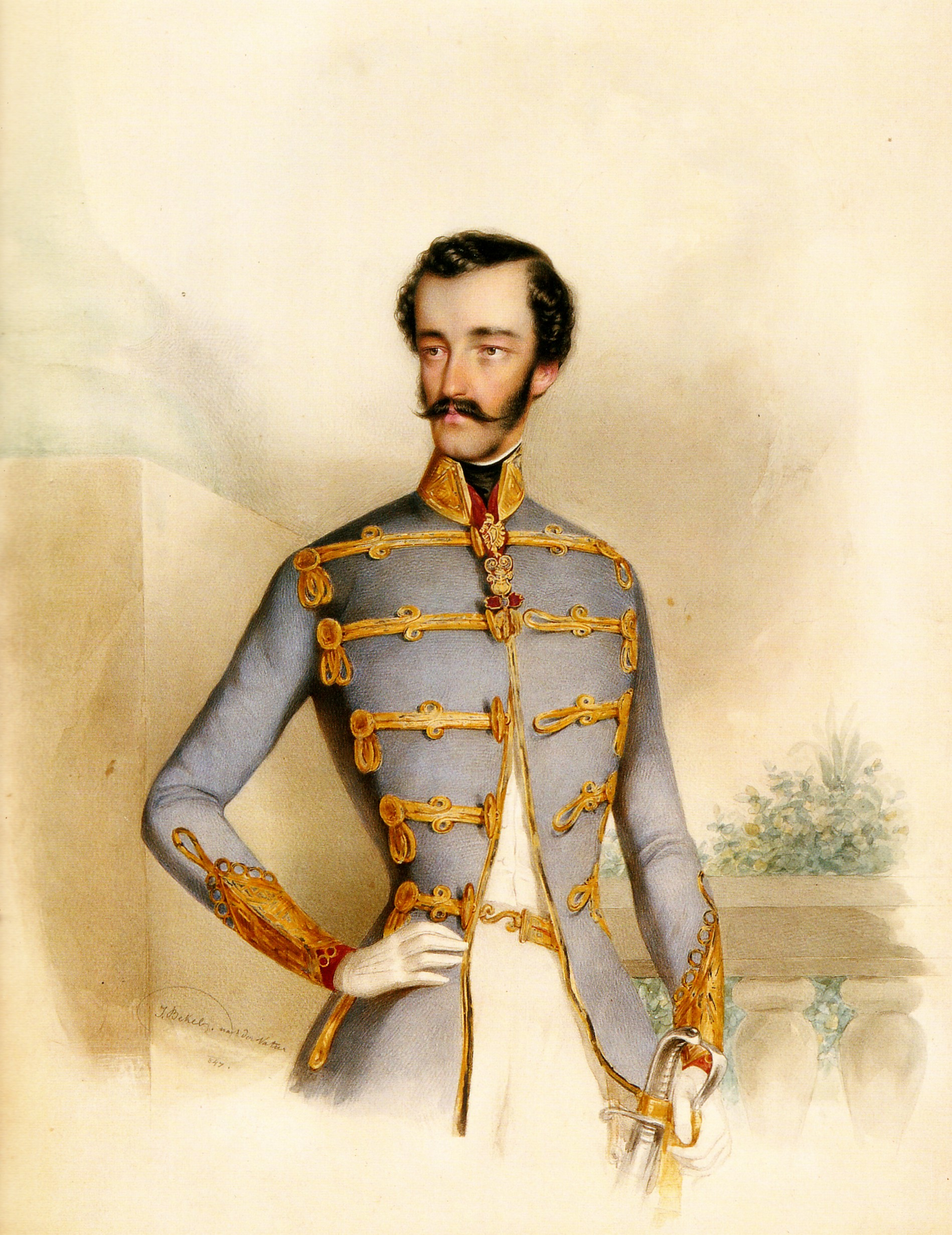
Štěpán Habsbursko-Lotrinský, portrét od J. Bekela (1847)
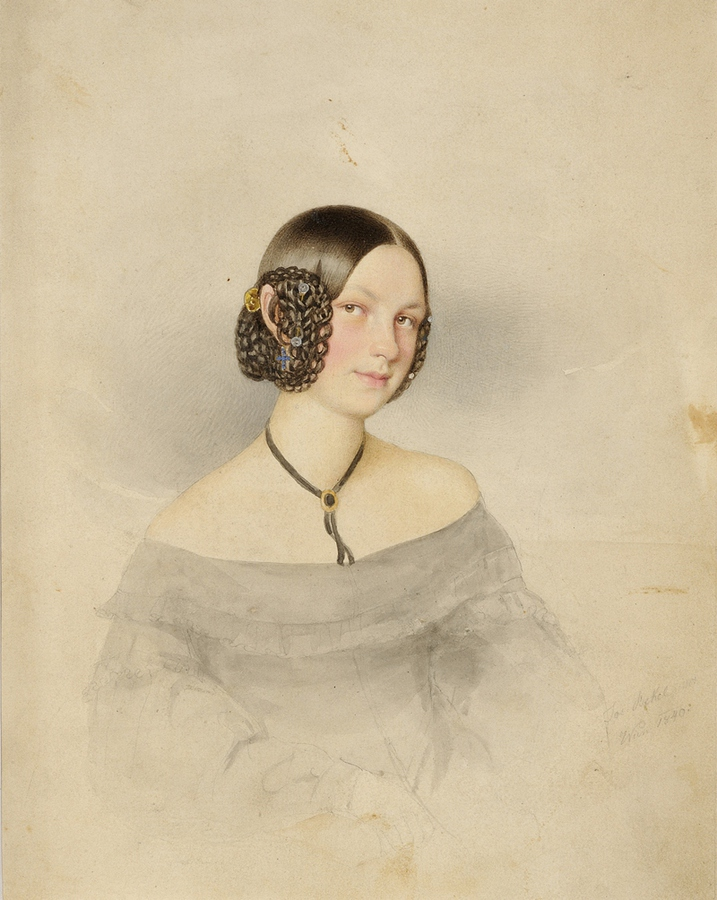
Josef Bekel – portrét neznámé dívky (1840)
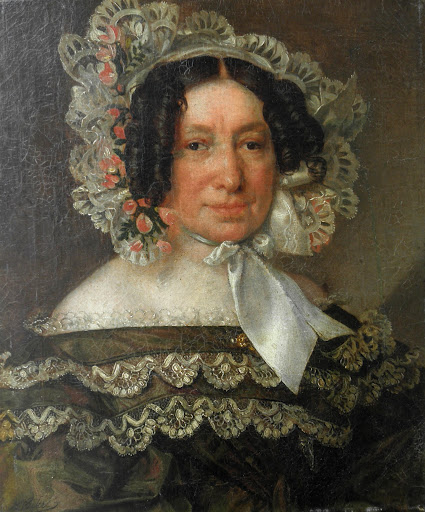
Josef Bekel – portrét dámy
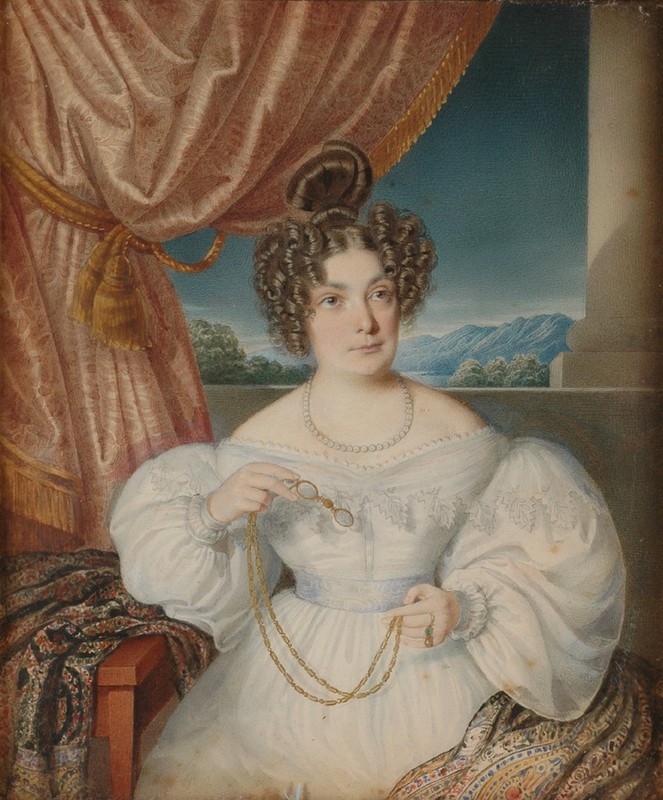
Josef Bekel – portrét mladé dámy (1835)

## Zastoupení ve sbírkách
- Muzeum hlavního města Prahy
- Národní galerie v Praze
- Národní muzeum Praha
- Uměleckoprůmyslové museum v Praze
- Zámek Karlova Koruna, Chlumec nad Cidlinou
- Zámek Sychrov
- Sbírka Šimona Patrika, Praha
- Sbírka Pavla Scheuflera, Praha